# Brasilicereus
Brasilicereus fue un género de cactus perteneciente a la familia Cactaceae que dejó de tener validez en 2025. Era nativo de Brasil y contenía 3 especies aceptadas. Actualmente es sinónimo de Facheiroa.

## Descripción
Las especies de este género crecen de forma arbustiva y tienen brotes erguidos que a veces se retuercen. Los tallos son delgados, rara vez se ramifican y alcanzan una altura de entre 1 y 4 m, con un diámetro de hasta 2,5 cm. 
Presentan de 3 a 5 costillas planas o estrechas, con areolas cubiertas de lana de color gris o blanco. Las espinas son de color blanquecino a marrón grisáceo, tienen forma de aguja y son quebradizas. Suelen tener de 1 a 4 espinas centrales de hasta 4 cm de largo y de 10 a 18 espinas radiales de 0,5 a 1,5 cm. 
Las flores tienen forma de tubo corto a campana y se abren por la noche. Los frutos, de color verde opaco a morado, son esféricos o tienen forma de pera y tienen un remanente floral persistente.

## Distribución
El área de distribución nativa de este género es el este de Brasil.

## Taxonomía
El género fue descrito por el botánico alemán Curt Backeberg y publicado por primera vez en la revista científica Blätter für Kakteenforschung 5 (6): 22 en 1938.
Etimología
Brasilicereus: nombre genérico que deriva de la combinación de dos palabras: Brasil, (país de origen de este grupo de cactus) y cereus, (que significa 'velas' o "cirios"), haciendo referencia a que son cactus columnares de Brasil.

## Especies aceptadas
El género Brasilicereus constaba de 3 especies aceptadas según la Plants of the World Online (POWO):
| Imagen | Nombre científico                                                 | Distribución                           |
| ------ | ----------------------------------------------------------------- | -------------------------------------- |
|        | Brasilicereus estevesii (Hofacker & PJBraun) NPTaylor & M.Machado | Nordeste de Brasil (Bahía)             |
|        | Brasilicereus markgrafii Backeb. & voll                           | Sudeste de Brasil (Minas Gerais)       |
|        | Brasilicereus phaeacanthus (Gürke) Backeb                         | Nordeste de Brasil y Sudeste de Brasil |